# Kurarua elongaticollis
Kurarua elongaticollis är en skalbaggsart som först beskrevs av Maurice Pic 1932.  Kurarua elongaticollis ingår i släktet Kurarua och familjen långhorningar.
Artens utbredningsområde är Laos. Inga underarter finns listade i Catalogue of Life.